# Julian z Le Mans

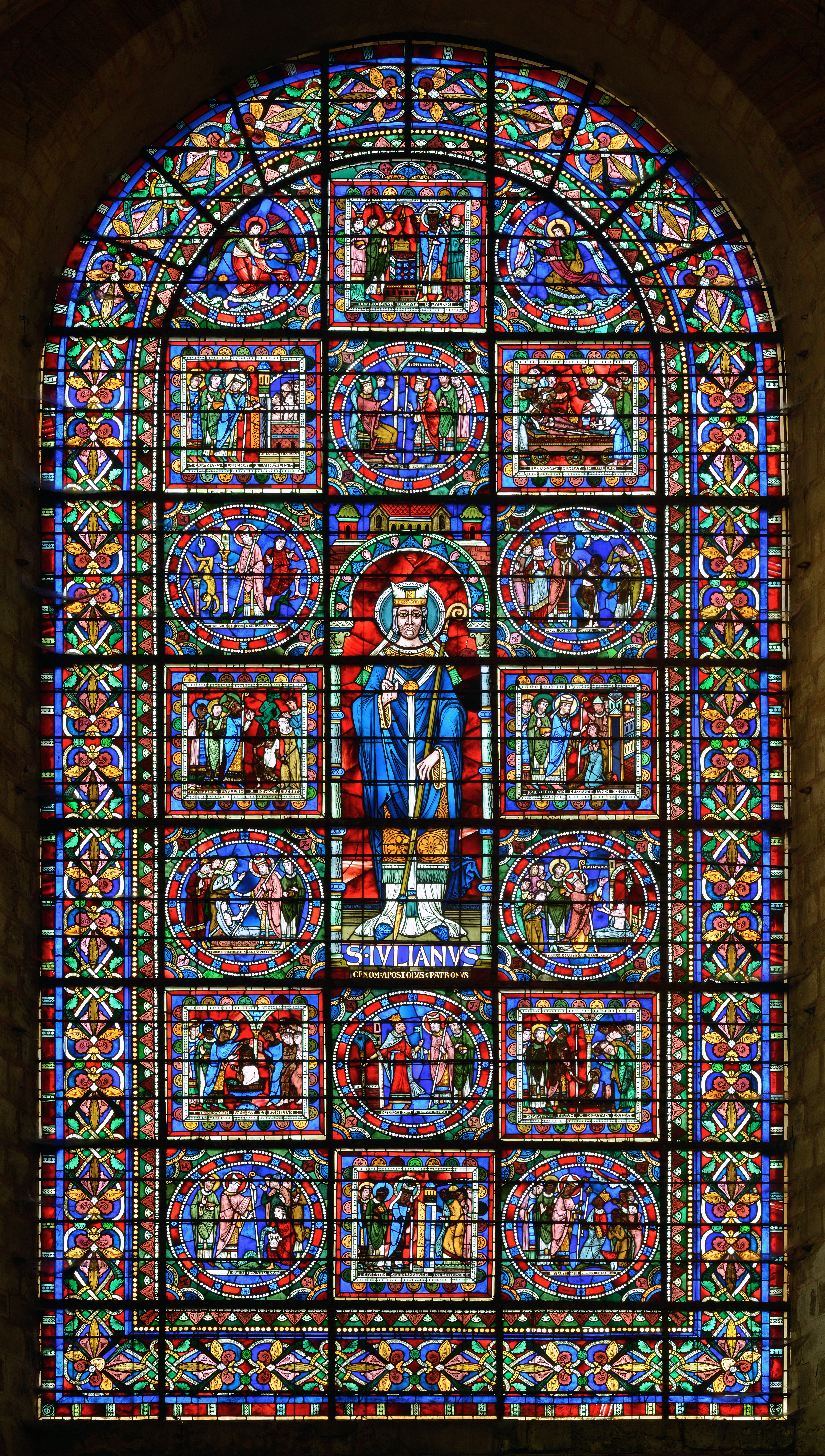
Julian z Le Mans, Katedra św. Juliana w Le Mans

Julian z Le Mans – święty katolicki, biskup.
Pochodzący z Rzymu i tam wyświęcony, uważany jest za pierwszego biskupa Le Mans (IV wiek). Św. Julianowi przypisywane jest cud zażegnania braku wody w Le Mans i wskrzeszenie umarłego. Szczególnym miejscem jego kultu jest Katedra św. Juliana w Le Mans.
Jego wspomnienie obchodzone jest 27 stycznia.